# Georges Teissier (juriste)
Pour l’article homonyme, voir Georges Teissier.
Pour l’article ayant un titre homophone, voir Georges Tessier.
Georges Teissier, né le 17 août 1862 à Perruson (Indre-et-Loire) et mort le 26 janvier 1935 dans le 6e arrondissement de Paris, est un juriste et fonctionnaire français qui fut maître des requêtes au conseil d’État, et président du conseil d'administration de la compagnie des chemins de fer du Midi.

## Biographie

### Jeunesse et études
Né le 17 août 1862 à Perruson dans le département de l'Indre-et-Loire, Pierre Eugène Georges Teissier est le fils d'un notaire de province. Il étudie à l'École des sciences politiques, et devient docteur en droit en 1886.

### Parcours professionnel
Georges Teissier entre en décembre 1887 au conseil d’État comme maître des requêtes.
En novembre 1909 il démissionne de son poste au conseil d’État et devient président du conseil d'administration de la compagnie des chemins de fer du Midi, poste qu'il conserve au moins jusqu'en 1921. Le 16 mars 1918, il est élu au deuxième fauteuil de la section de législation, droit public et jurisprudence de l'Académie des sciences morales et politiques. En 1929, il en devient pour une année le président.
Il meurt le 26 janvier 1935 dans le 6e arrondissement de Paris, et est inhumé le 28 janvier suivant au cimetière du Montparnasse.

### Parcours universitaire
Georges Teissier enseigne à l’École libre des sciences politiques. Il est élu président de l'association des anciens élèves de l'école, et prononce à ce titre l'éloge funèbre du directeur, Anatole Leroy-Beaulieu.

## Distinctions
- Commandeur de la Légion d'honneur (1929)[5]

## Publications
- Georges Teissier, Droit romain : Des Affranchissements par acte de dernière volonté. Droit français : De la Condition des navires dans les rapports internationaux, thèse pour le doctorat, Paris, A. Rousseau, 1886, 269 p.[4]
- Ferdinand Chapsal et Georges Teissier, Traité de la procédure devant les conseils de préfecture, loi du 22 juillet 1889, décret du 18 janvier 1890, Paris, coll. « Lois nouvelles » dirigée par Émile Schaffhauser, Marchal et Billard, 1891, 571 p.[9]
- Camille Lyon et Georges Teissier, Les Opérations de bourse et l'impôt du timbre, loi de finances du 28 avril 1893, règlement d'administration publique du 20 mai 1893, Paris, P. Dupont, 1894, 451 p.[10]
- Georges Teissier, La responsabilité de la puissance publique, Paris, coll. « Répertoire du droit administratif » dirigée par Paul Dislère, P. Dupont, 1906 (réédité en 2009), 301 p.[11]
- Georges Teissier, Notice sur la vie et les travaux de M. Alexandre Bétolaud, lue dans la séance du 1er février 1919 de l'Académie des sciences morales et politiques de l'Institut de France, Paris, Firmin-Didot et Cie, 1919, 57 p.[12]
- Georges Teissier, « Discours de M. Georges Teissier annonçant les prix décernés en 1929 » in Séance publique annuelle du samedi 7 décembre 1929 de l'Académie des sciences morales et politiques, Paris, imprimerie de Firmin-Didot, 1929[13].

### Source bibliographique
- Paul Tirard, « La vie et les travaux de M. Georges Teissier (1862-1935) », in Revue des travaux de l'Académie des sciences morales et politiques, septembre-octobre 1937.